# Língua nyelâyu
Nyelâyu ou Yâlayu  é uma língua Kanak do norte da Nova Caledônia, falada por aproximadamente 2 000 falantes. Existem dois dialetos que não são mutuamente inteligíveis. Pooc (ou Haat) é falado nas ilhas Belep, localizadas ao norte de Grande Terre. Puma (ou Paak ou Ovac) é falado nas regiões mais setentrionais da Nova Caledônia nas áreas ao redor de Poum no oeste e Pouébo e Balade no leste.

## Fonologia

### Consoantes
|                          | Bilabial | Labiovelar | Alveolar | Palatal | Velar | Glotal |
| ------------------------ | -------- | ---------- | -------- | ------- | ----- | ------ |
| Oclusiva plana           | p        | pʷ         | t        | c       | k     |        |
| Oclusiva aspirada        | pʰ       | pʰʷ        | tʰ       | cʰ      | kʰ    |        |
| Oclusiva pré-nasalizada  | ᵐb       | ᵐbʷ        | ⁿd       | ᶮɟ      | ᵑg    |        |
| Nasal plana              | m        | mʷ         | n        | ɲ       | ŋ     |        |
| Aspirada fricativa nasal | mʰ       | mʰʷ        | nʰ       | ɲʰ      |       |        |
| Fricativa                | β        |            |          |         | ɣ (x) | h      |
| Semivogal                | w        |            |          | j       |       |        |
| Semivogal aspirada       | wʰ       |            |          | jʰ      |       |        |
| Vibrante                 |          |            | r        |         |       |        |
| Lateral aproximante      |          |            | l lʰ l᷉   |         |       |        |

Oclusiva sem som, nasais e aproximantes exibem um contraste de aspiração exibido nos exemplos a seguir.
pe [pe] "peixe raio" || phe [pʰe] "pedra cortante"
teec [teec] "abrasador" || theec [tʰeec] "lavado"
nu [nu] "coqueiro" || nhu [nʰu] "quente"
As consoantes aspiradas são muito sutilmente marcadas. A aspiração parece ser um traço prosódico que afeta a realização global da sílaba ao diminuir o registro da voz.

### Vogais
|         | Anterior | Central | Posterior |
| ------- | -------- | ------- | --------- |
| Fechada | i (u) iː |         | u uː      |
| Medial  | e (ø) eː |         | o oː      |
| Aberta  | a aː     |         |           |

|         | Anterior | Central | Posterior |
| ------- | -------- | ------- | --------- |
| Fechada | i᷉ i᷉ː     |         | u᷉ u᷉ː      |
| Medial  | e᷉ e᷉ː     |         | o᷉ o᷉ː      |
| Aberta  | a᷉ a᷉ː     |         |           |

As vogais /y/ e /ø/ estão entre parênteses, porque são muito raros e aparecem apenas em poucas palavras.

## Escrita
A língua Nyelaiu usa o alfabeto latino numa forma sem as letras F, Q, Z. Usam-se as formas Â, Bw, Ê, Î, Mw, Ng, Ny ô, Pw, Û.

## Amostra de texto
Elo, name pari l'histoire ra bweeng. Nao ka ulayixedu, Maxeek. Te uya la beau-frère rive pwalaic, naran ni Tayema, tahitien. Te tu ka tame ka pae avave tamwa. Texa wali, te- leme tume, toma te ca nobwawinao, ka nobwawi pwemwang, nyayek, te ca nobwawiva.
Português
Ok, eu vou contar uma história sobre mim e aquele velho Maxeek lá embaixo. Um de nossos cunhados chegou, Tayema era seu nome, um taitiano. Ele desceu e se casou com nossa irmã. Ele desceu, mas sempre me provocava e provocava toda a casa, naquele lugar, ele sempre nos provocava.